# 国务院全国油气田及输油气管道安全保护工作部际联席会议
国务院全国油气田及输油气管道安全保护工作部际联席会议是中华人民共和国国务院的议事协调机构。

## 历史
2004年11月4日《国务院关于同意建立全国油气田及输油气管道安全保护工作部际联席会议制度的批复》（国函〔2004〕91号），由公安部牵头建立全国油气田及输油气管道安全保护工作部际联席会议，统筹研究全国油气田及输油气管道安全保护工作，制订油气田及输油气管道安全保护中长期规划，提出有关政策建议；统筹部署全国油气田及输油气管道安全保护工作，指导监督各省、自治区、直辖市人民政府及其相关职能部门的油气田及输油气管道安全保护工作；协调解决涉及相关部门和有关省、自治区、直辖市的油气田及输油气管道安全保护的重大问题，促进部门。地方协作配合，实现信息共享，建立长效工作机制，预防、打击涉油违法犯罪活动，维护国家油气资源、设施和生产安全。联席会议办公室设在公安部治安局。
2006年3月30日在北京召开2006年整治油气田以及输油气管道生产治安秩序的电视电话会议，隆重表彰了2004年、2005年度在整治专项行动中作出突出贡献的先进集体和个人。
2006年4月3日《国务院办公厅关于调整和增补全国油气田及输油气管道安全保护工作部际联席会议成员单位及成员的指示》(国办函〔2006〕29号)，同意增加监察部、国资委、工商总局、质检总局、环保总局、安全监管总局、能源办为联席会议成员单位。
《国务院办公厅关于同意调整完善全国油气田及输油气管道安全保护工作部际联席会议制度的函》（国办函〔2019〕113号）

## 成员
- 召集人：白景富 公安部副部长
- 成员：
  - 陈冀平 中央综治办主任
  - 欧新黔 发展改革委副主任
  - 叶冬松 国土资源部副部长
  - 苏树林 中国石油天然气集团公司副总经理
  - 王作然 中国石油化工集团公司党组成员、纪检组长